# 全釩氧化還原液流電池

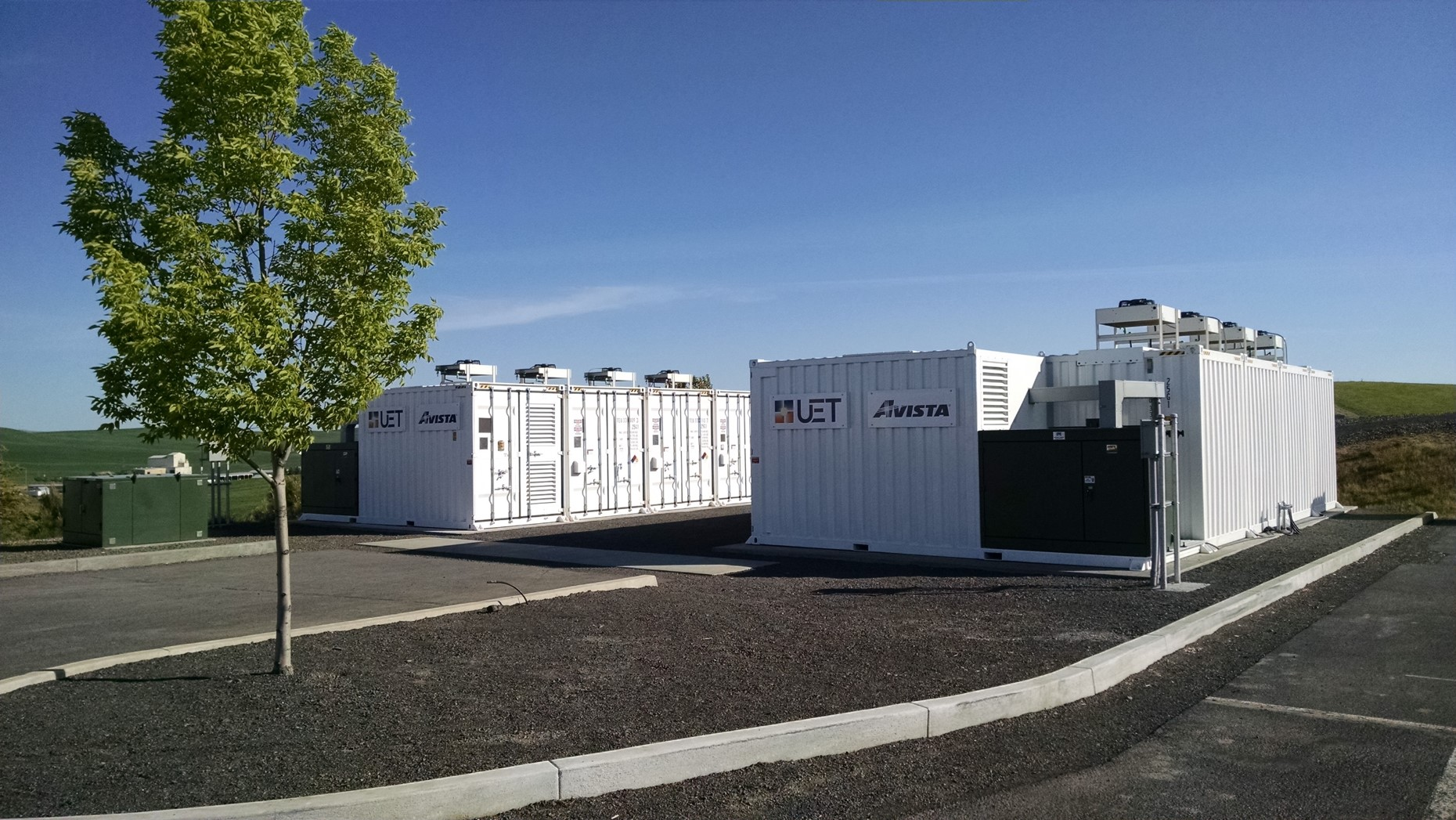
由Avista电力公司拥有并由UniEnergy Technologies公司制造的1 MW 4 MWh集装箱式的钒液流电池。

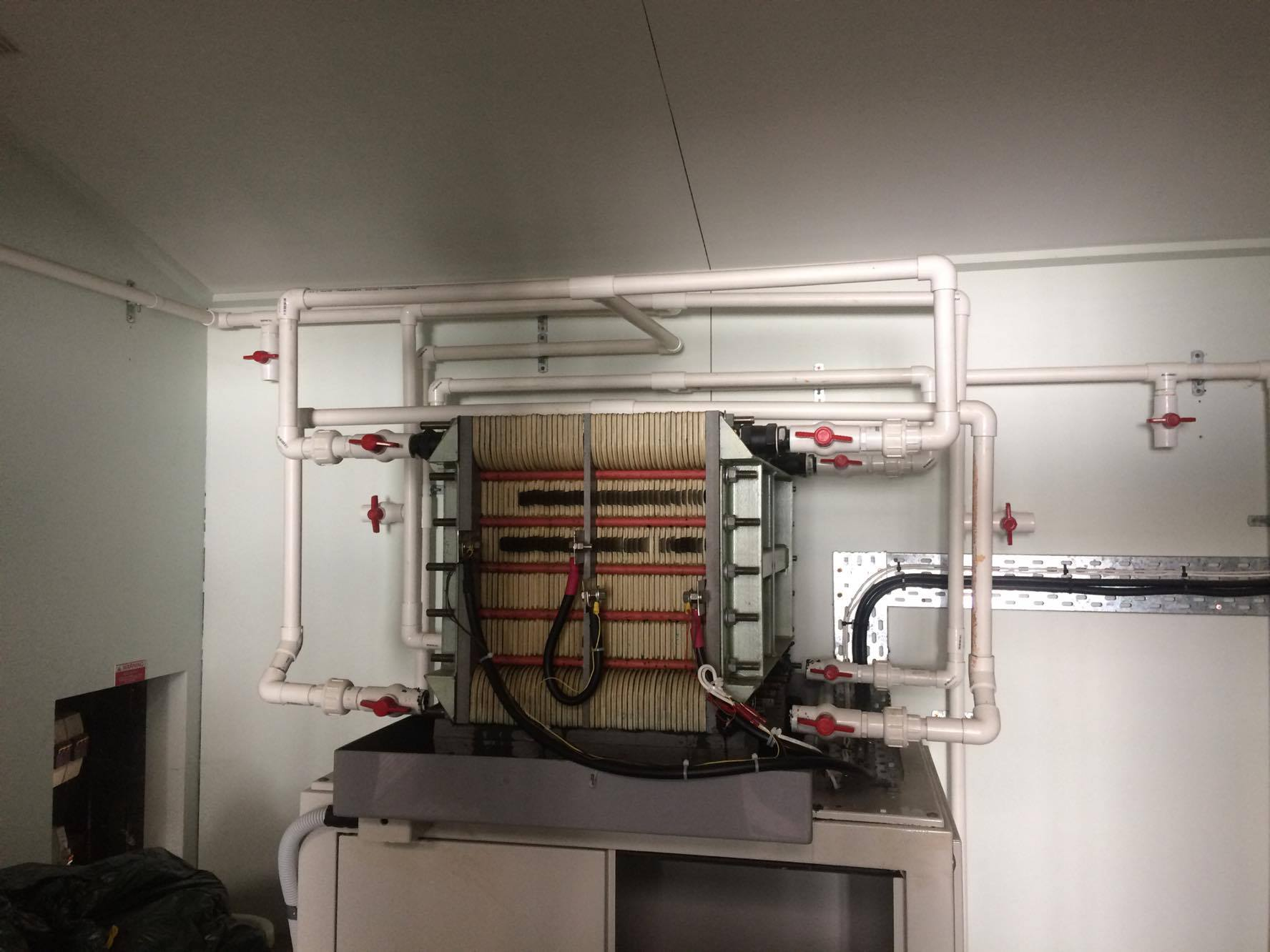
一个钒氧化还原液流电池，位于新南威尔士大学。

全钒氧化还原液流电池，或钒液流电池（Vanadium Redox Battery，縮寫：VRB），是一種可充電的液流电池，他採用不同氧化態的钒離子来儲存化學勢能。 钒氧化还原电池利用钒以四种不同氧化态存在于溶液中的能力，并且使用该性质制造的电池仅具有一个电活性元素而不是两个。由于多种原因，包括其体积相对较大，大多数钒电池目前用于电网儲能，例如连接到发电厂或电网。
对钒液流电池的可能性被进行了各种探索，有1930年代的Pissoort，有1970年代的NASA研究人员，1970年代Pellegri和Spaziante，但他们都未能成功示范该技术。 在1980年代，新南威尔士大学的Maria Skyllas-Kazacos首次成功地演示了全钒液流电池在每一半中使用硫酸溶液中的钒。 她的设计中使用硫酸电解液，并于1986年被在澳大利亚的新南威尔士大学申请了专利。台灣則由工研院，核能研究所，富堡能源在2010年早期即投入釩電池的研發。
全钒氧化还原液流电池的主要优点是，它可以简单地只需通过使用较大的储罐，它就可以提供几乎无限的电池容量，也可在完全放电的情况下长时间保存而没有不良影响，如果没有可用的电源给它充电只要更换电解质就可以再充电；此外，即使电解质不慎混合，电池也不会遭受永久性的损害。两种电解液之间的单一电荷状态避免了由于非液流电池中的单个电池而引起的容量降低，电解液为含水且本质安全且不易燃的，而使用西北太平洋国家实验室开发的混合酸溶液的第3代配方可在更宽的温度范围内运行，可以实现被动冷却。
钒氧化还原技术的主要缺点是相对较差的能量-体积比率，虽然最近的研究已经在西北太平洋国家实验室（页面存档备份，存于）增加了一倍的能量密度，并且与标准的蓄电池相比较有更多的系统复杂性,（虽然第3代配方增加了系统的一倍的能量密度），含水电解质使电池沉重，因此仅用于固定式应用。
此外，这种电池中含有的钒化合物具有较强的毒性。相比之下，作为磷酸铁锂电池的主要成分，磷酸铁锂则几乎是无毒的，同时其电池本身也不具有有毒重金属或其化合物；除去钴酸锂和镍酸锂，同为三元锂电池主要材料的锰酸锂是无毒的。

## 运行

全釩氧化還原液流電池的示意圖

钒氧化还原电池由电池组组成，其中两种电解质通过质子交换膜分离。 两种电解质均为钒基，正半电池中的电解质含有VO2+和VO2+离子，负电池中的电解质V3+和V2+离子。 电解质可以通过几种方法中的任何一种来制备，包括将五氧化二钒（V2O5）电解溶解在硫酸（H2SO4）中。 该溶液在使用中保持强酸性。
在钒液流电池中，两个半电池还被附加地连接到储罐和泵，使得非常大量的电解液可以通过电池循环。 这种液体电解液的循环有些麻烦，并且限制了钒液流电池在移动应用中的使用，有效地将它们限制在大型的固定装置中。

### 建议的改进
第二代钒氧化还原电池（钒/溴）可使能量密度增加约两倍，并增加电池的工作温度范围。

## 比能和能量密度
当前生产的钒氧化还原电池实现约20 Wh / kg（72kJ / kg）电解质的比能。新南威尔士大学最近的研究表明，使用沉淀抑制剂可以将密度提高到约35 Wh / kg（126 kJ / kg），通过控制电解液温度可以实现更高的密度。 与其他蓄电池类型相比较，这个比能是相当低的（例如，铅酸的有30-40 Wh / kg（108-144kJ / kg）;和锂离子的有80-200 Wh / kg（288-720kJ / kg） 公斤））。

## 应用
钒氧化还原电池的极大容量使其非常适合用于大型电力存储应用，例如帮助平均风能或太阳能等高度可变发电源的生产，帮助发电机应对大量需求涌现或平衡在传输受限区域供应/需求不足，或者發電梯度差異大的發電所使用。

## 最大的电网钒电池
| 名字                                       | 投产日期   | 能量 (MWh) | 功率 (MW) | 持续时间 (小时) | 国家 |
| ------------------------------------------ | ---------- | ---------- | --------- | --------------- | ---- |
| 南早來發電所（Minami Hayakita Substation） | 2015年12月 | 60         | 15        | 4               | 日本 |
| 卧牛石风电场（辽宁省）                     |            | 10         | 5         | 2               | 中国 |
| 苫前町风电场（Tomamae Wind Farm）          | 2005       | 6          | 4         | 1:30            | 日本 |
| 张北风光储输示范工程（Zhangbei Project）   | 2016       | 8          | 2         | 4               | 中国 |
| SnoPUD MESA 2 Project                      | 2017年3月  | 8          | 2         | 4               | 美国 |
| Escondido Substation                       | 2017       | 8          | 2         | 4               | 美国 |
| Pullman Washington                         | 2015年4月  | 4          | 1         | 4               | 美国 |

一个200 MW，800  MWh（4小时）的全钒氧化还原电池正在中国建设中; 预计到2018年完成。

## 参看
- 电池
- 液流電池
- 铅酸蓄电池
- 电化电池
- 燃料电池
- 储能技术